# Trung tâm Vân Sơn
Trung tâm Vân Sơn hay Vân Sơn Entertainment là một cơ sở sản xuất và phát hành các chương trình âm nhạc tại hải ngoại của nghệ sĩ hài Vân Sơn, có trụ sở tại Westminster, California.

## Lịch sử
Thành lập từ năm 1994 với giám đốc điều hành là nghệ sĩ Vân Sơn. Người dẫn chương trình kỳ cựu nhất của Trung tâm Vân Sơn là nghệ sĩ Việt Thảo. Bước đầu TT Vân Sơn nổi tiếng với việc gầy dựng những ca sĩ trẻ và chương trình vui nhộn, trẻ trung với nhiều tiết mục hài. Sau TT Vân Sơn phát triển các chương trình bằng cách làm những phóng sự về người Việt khắp nơi.
Bước ngoặt và sự phổ biến đến với TT Vân Sơn khi thực hiện các Live Show như Nụ cười & Âm nhạc 4 (1996), Thế Kỷ Hài (giới thiệu lịch sử và các nghệ sĩ hài Việt Nam) (2000), Những Nẻo Đường Miền Tây (quay năm 2001 tại Việt Nam, VSDVD 20), và Vượt Biên Giới (ở Thái Lan, VSDVD 23). Cũng vì quay phim ở Việt Nam thiếu giấy phép nên năm 2001, TT Vân Sơn bị tịch thu 2 máy quay và các thước phim đã thực hiện nên bỏ dở những dự án tiếp theo tại Việt Nam.
TT Vân Sơn cũng được chú ý với những màn trình diễn dân ca dân nhạc dàn dựng công phu như tiết mục Hồ trên núi với Ngọc Hạ và đoàn văn nghệ dân tộc Lạc Hồng, Thương Nhau Lý Tơ Hồng với Nhã Thanh, Đêm Phương Nam với Phi Nhung, Shinto Dance với Asano Band và Đoàn vũ dân tộc Nhật, Mẹ Âu Cơ với toàn ban hơn 100 người. Và với Vân Sơn in Taiwan: Người Việt xứ Đài (VSDVD 36) tại Đài Loan, Vân Sơn in Praha: Giữ trọn tình quê, (VSDVD 46) tại Tiệp Khắc (nay là Cộng hòa Séc).
Một điểm đặc biệt của TT Vân Sơn là khi trình diễn tại những nơi người Việt còn sống chật vật về kinh tế, Vân Sơn thường tổ chức mời bà con đến xem miễn phí, không bán vé vào cửa như các chương trình Đại nhạc hội tại Hồng Kông, Thái Lan, Philippines, Đài Loan.... mà theo MC Việt Thảo nói là vì "xuất phát từ tấm lòng của mình đối với đồng bào...tình người ở đâu mà bán vé lấy tiền họ cho được". Ngoài Live Show và những chương trình Đại nhạc hội thu hình trực tiếp, trung tâm Vân Sơn còn phát hành những dĩa CD, Karaoke, DVD hài đặc biệt, phim truyện như Vật Đổi Sao Dời, Ngôi Nhà Bí Ẩn, Suối Oan Hồn và tuồng cải lương như Sông Dài, Mộng Trinh...
TT Vân Sơn được sự cộng tác chặt chẽ của nhóm Cinema Picture với anh em Charlie Nguyễn, Minh Trí (Johnny Trí Nguyễn)  và các nhạc sĩ, nghệ sĩ hòa âm như Lê Ngọc, Nguyễn Quang, Đồng Sơn, và trước kia Huỳnh Nhật Tân, Nguyễn Quang, Nhất Huy. Với các ca sĩ chủ lực: Chế Linh, Thanh Tuyền, Giang Tử, Trường Vũ, Phi Nhung, Cát Tiên, Linda Chou, Tinna Tình, Hoàng Thục Linh, Triệu Minh, và trước đây: Tuấn Ngọc, Nhóm VPop, Nhã Thanh, Hạ Vy,... Và các nghệ sĩ hài: Vân Sơn, Bảo Liêm, Hoài Linh, Út Mập, Bé Mập, Giáng Ngọc, Chí Tài, Vân Chung, Bảo Chung, Quang Minh, Hồng Đào, Lê Huỳnh, Kiều Oanh, Trang Thanh Lan, Lê Tín, Hoài Tâm, Bé Ty...
Ngoài ra TT Vân Sơn còn là nơi phát hiện và đào tạo nhiều ca sĩ nổi tiếng như: Tâm Đoan, Lương Tùng Quang, Cát Tiên, Linda Chou, Hoàng Thục Linh, Andy Quách, Nguyễn Thắng, Minh Trí, Việt Thy, Nhóm VPop, Triệu Minh, v.v. Cùng các danh hài Út Mập, Bé Mập, Bé Tý, Hoài Tâm, v.v.
Từ năm 2014 đến 2017, trung tâm Vân Sơn chính thức hoạt động tại Việt Nam. Từ sau chương trình Vân Sơn 53, trung tâm Vân Sơn chính thức ngừng hoạt động và giải tán công ty.

## Danh sách sản phẩm
Sản phẩm của Trung tâm Vân Sơn gồm các chương trình thu hình và CD.

## Danh sách các nghệ sĩ tham gia biểu diễn
| Nghệ sĩ góp mặt                   |
| --------------------------------- |
| Ngọc Anh                          |
| Vân Sơn                           |
| Bảo Liêm                          |
| Diễm Lệ                           |
| Phượng Nga                        |
| Mỹ Huyền                          |
| Chirstin Trần                     |
| Thanh Trúc                        |
| Mạnh Koan (Bé Mập)                |
| Thu Hiền                          |
| Giáng Ngọc                        |
| Nguyễn Hiệp                       |
| Thúy Vi                           |
| Zaza Minh Thảo                    |
| Richard                           |
| Khánh Bùi                         |
| Kim Thụy                          |
| Thúy Vi                           |
| Việt Thảo                         |
| Việt Thi                          |
| Johnny Dũng                       |
| Lilian                            |
| Michael Long                      |
| Thiện Bảo                         |
| Hương Lan                         |
| Crystal Ngô                       |
| Jeannie Ngô                       |
| Hoài Linh                         |
| Diễm Châu                         |
| Matt Nguyễn                       |
| Anh Hùng                          |
| Công Thành                        |
| Lynn                              |
| Út Mập (†)                        |
| Đào Nguyễn                        |
| Diễm Chi                          |
| Anh Tân                           |
| Hồng Đào                          |
| Minh Trí                          |
| Tommy Ngô                         |
| Lynda Trang Đài                   |
| Ngọc Bích                         |
| Yến Mai                           |
| Đức Phương                        |
| Linh Tuấn                         |
| Thanh Huyền                       |
| Ngô Tấn Triển                     |
| Thúy Hương                        |
| Lưu Mỹ Linh                       |
| Phi Nhung (†)                     |
| Khánh Hoàng                       |
| Ngọc Thúy                         |
| Văn Chung (†)                     |
| Quang Minh                        |
| Huyền Nhiệm                       |
| Ngọc Hồ                           |
| Nguyễn Dương                      |
| Tâm Đoan                          |
| Thu Tuyết                         |
| Lê Tín                            |
| Cát Ly                            |
| Trường Vũ                         |
| Tú Quyên                          |
| Tuấn Linh                         |
| Hạ Vy                             |
| Tuấn Vũ                           |
| Lương Tùng Quang                  |
| Trần Tường Nguyên                 |
| Đinh Anh Vũ                       |
| Chiêu Phương                      |
| Cao Thắng                         |
| Ngọc Minh                         |
| Ngọc Nuôi (†)                     |
| Trung Tín                         |
| Thu Hương                         |
| Charlie                           |
| Hoàng Nghĩa (Nghĩa Sứa)           |
| Uyên Chi                          |
| Mạnh Quỳnh                        |
| Đoan Thi                          |
| Thúy Ái                           |
| Quang Kiệt                        |
| Bảo Hiền                          |
| Javee Hiệp Mai                    |
| Chí Tài (†)                       |
| Chí Tâm                           |
| Ngọc Lâm                          |
| Túy Hồng                          |
| Ngọc Phu                          |
| La Thoại Tân (†)                  |
| Hương Huyền                       |
| Mỹ Trinh                          |
| Khả Tú                            |
| Quốc Tuấn                         |
| Justine Thảo Lê                   |
| Dominic Pereira                   |
| Quang Vũ                          |
| Phượng Mai                        |
| Trần Hải Mi                       |
| Luân Vũ                           |
| Quốc Dũng                         |
| Xuân Phát (†)                     |
| Ngọc Diễm                         |
| Nguyễn Thắng                      |
| Hồng Nga                          |
| Hoàng Lan                         |
| Trang Thanh Lan                   |
| Bích Tuyền                        |
| Nhã Thanh                         |
| Cát Tiên                          |
| Thanh Tuyền                       |
| Chế Linh                          |
| Anh Thư                           |
| Mạc Can                           |
| Jennifer                          |
| Tuấn Ngọc                         |
| Tiffany Show                      |
| China Dolls                       |
| Ý Lan                             |
| Vicky                             |
| Palmas Nguyễn                     |
| Andy Quách                        |
| Lê Huỳnh                          |
| Nguyên Khang                      |
| Sony                              |
| Hoài Tâm                          |
| Vpop                              |
| Diễm Liên                         |
| Godzilla                          |
| Edo Kabukiren                     |
| Thái Thảo                         |
| Asano                             |
| Vy Nguyễn                         |
| Asuka Hayashi                     |
| Lệ Chi                            |
| Isabel Granada                    |
| Bé Tí                             |
| Hà Ngọc Vân                       |
| Jonathan Phan                     |
| Thanh Hà                          |
| Linda                             |
| Vương Nhật Huy                    |
| Vân Thảo                          |
| Tuyết Thanh                       |
| Ngọc Hạ                           |
| Nguyễn Hồng Nhung                 |
| Tracy Phạm                        |
| Tí Tẹo                            |
| Ngô Thanh Vân                     |
| Việt Hương                        |
| Yến Xuân                          |
| Kim Tử Long                       |
| Tina Tình                         |
| Chế Phong                         |
| Linda Chou                        |
| Kim Tiến                          |
| Don Hồ                            |
| Minh Nhí                          |
| Wendy Kol                         |
| Bình Tinh                         |
| Bạch Tuyết                        |
| Quang Thành                       |
| Bảo Vi                            |
| Kiều Oanh                         |
| Lê Nhật Minh                      |
| Nguyên Khương                     |
| Huân Vũ                           |
| Hữu Nghĩa                         |
| Hoàng Thục Linh                   |
| Lê Nguyên                         |
| Tài Linh                          |
| Bảo Quốc                          |
| Ngọc Giàu                         |
| Kristine Sa                       |
| Linh Tâm                          |
| Mai Đình Tới                      |
| Giang Tử (†)                      |
| Huỳnh Phạm Ngọc                   |
| Bảo Chung                         |
| Triệu Minh                        |
| Tòng Sơn                          |
| Nguyễn Huy                        |
| Thu Phương                        |
| Calvin Hiệp                       |
| Danh kèn Tiệp Khắc Felix Slovasek |
| Jennifer Phạm                     |
| Khúc Mi                           |
| Ngọc Huyền                        |
| Kasim Hoàng Vũ                    |
| Thu Minh                          |
| Đinh Ngọc Diệp                    |
| Triệu Khắc Vinh                   |
| Như Ý                             |
| Dương Ngọc Thái                   |
| Vân Quang Long                    |
| Đức Huy                           |
| Tấn Beo                           |
| Cẩm Vân                           |
| Bảo Khương                        |
| Ngọc Sơn                          |
| Khánh Hà                          |
| Bảo Anh                           |
| Đông Nhi                          |
| Trấn Thành                        |
| Giao Linh                         |
| Xuân Diệu                         |
| Bảo Thy                           |
| Trường Giang                      |
| Lâm Vỹ Dạ                         |
| Huỳnh Thật                        |
| Hữu Cường                         |
| Nguyệt Thu                        |
| Hồng Thanh                        |
| Ái Phương                         |
| Bảo Cường                         |
| Đặng Nhật Tân                     |
| Hà My                             |
| Quốc Cường                        |
| Hà Linh                           |
| Kim Mỹ                            |
| Nhật Kim Anh                      |
| Thu Trang                         |
| Tiến Luật                         |
| Minh Trọng                        |
| Tân Thanh                         |
| Vũ Thanh                          |